# 市沢哲
市澤 哲（いちざわ てつ、1960年 - ）は、日本の歴史学者。神戸大学教授。専攻は日本中世史。

## 来歴
兵庫県尼崎市出身。1991年、神戸大学大学院文化学研究科単位取得、満期退学。1994年神戸大学博士（文学）。上越教育大学学校教育学部助手、樟蔭女子短期大学講師、同助教授を経て、1998年神戸大学文学部助教授。2009年同大学院人文学研究科教授。

## 人物
鎌倉時代から室町時代初期の政治史を専攻している。中世公家政権の構造的特質とその展開、建武の新政から室町幕府成立期にかけての公武関係の特質と天皇の政治的地位、地域社会から南北朝内乱の意味を問うことを中心に研究を進めている。

## 単著
- 『日本中世公家政治史の研究』校倉書房 2011年

## 編著
- 『太平記を読む』吉川弘文館 2008年